# Trans Tech
Trans Tech Bus, una división de Transporte Collaborative Inc. , es un fabricante estadounidense de autobuses escolares tipo A eléctricos. Establecida en 2007 como sucesora de la extinta EE. UU. Bus Corporation, la empresa produce autobuses escolares tipo A y tipo A-II y varios modelos de autobuses comerciales, todo construido sobre chasis seccionado de furgoneta.
La sede de Trans Tech Bus y la producción están ubicadas en una planta de 6,500 m² situada en Warwick (Nueva York).

## eTrans
En octubre de 2011, en la conferencia anual de la Asociación Nacional de Transporte Escolar de EE. UU., Trans Tech debutó el primer autobús eléctrico construido de fábrica. Un vehículo de 42 pasajeros basado en el camión eléctrico Newton de Smith Electric Vehicles y una autonomía de 160 km aproximadamente. Con el chasis de la marca en el Bronx, Nueva York, todo el autobús fue fabricado en el Estado de Nueva York. Un conjunto de dos baterías de iones de litio da el eTrans un rango aproximado de hasta 209 km entre cargas, teniendo un promedio de ocho horas para recargarse.